# Florentino Bustos Estupiñán
Florentino Bustos Estupiñán (Ipiales, 5 de enero de 1893-Ipiales, 14 de febrero de 1971) fue un poeta, periodista y gestor cultural colombiano. 
Sin duda alguna el poeta más representativo del sur occidente colombiano, periodista, fundador y director de varios medios escritos, como Sur de Colombia, La Palabra, Nubes Verdes, entre otros. Autor del himno al Colegio Nacional Sucre, concejal de Ipiales por varios periodos. Uno de los poetas repentistas más originales del departamento de Nariño.

## Biografía
Florentino Bustos nació en Ipiales el 5 de enero de 1893. Sus primeros estudios los hizo bajo la tutela de institutrices particulares que sus padres buscaron para que aprendiera las primeras letras, prosiguió sus estudios en el Colegio de San Felipe Neri de Ipiales, y los continuó en el Colegio de San Francisco Javier de San Juan de Pasto. Fue en ahí donde conoció los movimientos literarios de vanguardia, así como los clásicos castellanos, por quien sintió profundo apego.

## Primeros escritos
Fue en los claustros estudiantiles donde inició su obra literaria como poeta, principalmente con sonetos, los cuales fue refinando en el transcurso del tiempo, así como romances y prosas, principalmente sobre temas históricos y sociales. En 1913 se funda la sociedad El Carácter “fue, en su época primera, la más completa institución particular que en Colombia se haya dedicado al fomento y conservación de patrimonio cultural regional y a la permanente presencia de valores ciudadanos y comunitarios en el público local”

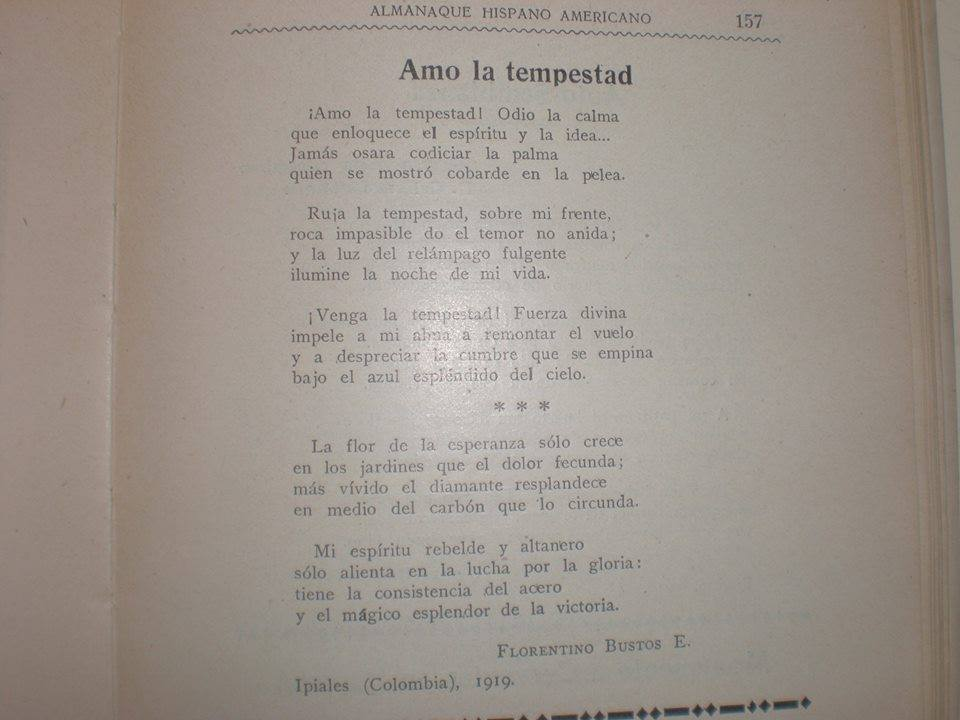
Poema poeta Florentino Bustos, Barcelona

Para 1914, la sociedad El Carácter contaba con el periódico Ensayos, siendo este medio donde el Poeta Bustos se lanza como poeta y periodista, colaborando permanentemente, pese a que en 1917 debió retirarse de la Sociedad por asuntos netamente políticos. En 1915 funda la Sociedad Caro, y dirige el periódico de la misma Porvenir “periódico quincenal de política, literatura y variedades, editado por la Sociedad Caro, desde el 30 de octubre de 1915 hasta el 6 de julio de 1925, se publicaron 84 ejemplares”

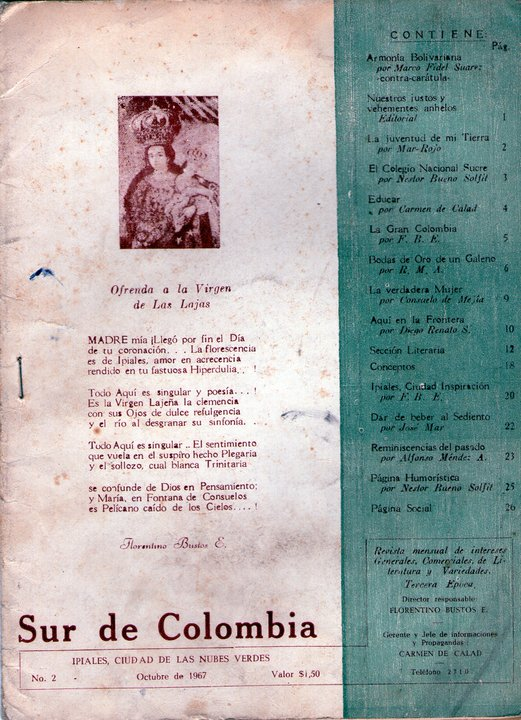
Sur de Colombia

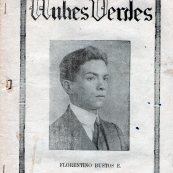
Portada revista Nubes Verdes

## Actividad literaria y periodística
Para entonces en Ipiales y en toda Colombia había un auge inusitado por los medios escritos, revistas literarias y culturales pululaban por todos los rincones del país, es así como 1924 el Poeta Bustos funda y dirige su propio periódico Nubes Verdes, la cual tuvo tres épocas, el último número aparece en 1968. Ahí el poeta alternaba sus faenas de creador y de periodista, con artículos históricos y sociológicos, entrevistas a amigos escritores así como asuntos domésticos de la incipiente ciudad comercial de Ipiales y el sur de Nariño. En una época la revista se denominó Sur de Colombia, pero a instancias de monseñor Justino Mejía y Mejía, volvió a su nombre original. 
Respecto a su actividad literaria se reconoce que: 
"Por la tenacidad en difundir el amor por la poesía y por todos los medios posibles, publicando las suyas y las de sus amigos o bardos admirados, inclusive recitándolas en tertulias y eventos, en esta ocasión queremos rememorar la callada, impecable, sutil y penetrante figura de Florentino Bustos Estupiñán, el poeta del pueblo, quien tras iniciarnos en la conversación de sus querencias – sobre Píndaro, Horacio, Petrarca, San Juan de la Cruz o el Divino Garcilazo – no tenía embarazo en enseñarnos a imberbes y profanos los armoniosos secretos de la rima o el ritmo o de la discreta lejanía del verso blanco –que él nunca utilizaba-".
Utilizó siempre sus dos únicos seudónimos Delio Miral y Néstor Bueno Solfit, este último un anagrama de su propio nombre. En 1928 colabora con su cuñado, el Dr. Guillermo Chaves Chaves en el periódico La Palabra, e inaugura una segunda época en 1957, al conmemorarse un año de la muerte del jurisconsulto ipialeño. Pero el Poeta Bustos colaboró en cuanta revista o periódico existiera en la comarca, tales como Juventud, Avanzada, Las Lajas, Sur Liberal, Antorcha, Juventud, así como en periódicos de circulación nacional como El Colombiano o El Tiempo, y en numerosos periódicos de Ecuador. En este mismo año aparece en una de las primeras antologías de la poesía Nariñense Portaliras Nariñenses, con los poemas A Girardot y Amor Ideal."
De igual manera, en el enjundioso ensayo introductorio al libro de poemas de Teófilo Albán Ramos que hace Víctor Sánchez Montenegro, anota “Florentino Bustos, de Ipiales. Eterno cultivador del verso que maneja con facilidad y espontáneo ingenio”
Algunos de sus poemas también aparecen publicados en el Almanaque Hispanoamericano de la Casa Maucci de Barcelona, fue la revista que tuvo la mayor difusión en los países de lengua hispana, recogía producciones literarias de todo el continente seleccionados por países de origen, en la edición de 1920 aparece el poema Amo la tempestad, en 1932 el poema Intima, y en 1923 aparecen dos hermosas fotografías de Ipiales, remitidas por el poeta Bustos, lo que confirma además que fue el primer reportero gráfico de su tierra nativa en tierras europeas.

## Temática
Sus temas fueron el amor, la patria, las ausencias, las angustias, los amigos, su terruño, fue un infatigable romántico, 
" “El sentir romántico es su campo de acción, siendo muy amplio y general, describe la guerra, la pesadez histórica, la tristeza, con igual sentimiento que la paz de los campos, la alegría, la altivez. Pero es el paisaje de su niñez el que lo convierte en el poeta romántico neto, la sensibilidad surge  y corre en él como su propia sangre, haciendo que cante a los campos, a las montañas, a los volcanes, a las frescas nubes verdes… sin lugar a dudas es la naturaleza quien educó su espíritu. Sus versos son nacidos de un temperamento poético, de su perpetuo estado de admiración, de búsqueda de lo asombroso en lo cotidiano, de lo maravilloso y singular que hay en lo banal. Hay que recordar que Bustos nunca se desempeñó en cargo o puesto laboral alguno, su vida toda estuvo consagrada a la poesía, que hizo de él árbol generador de deliciosos cantos poéticos”
Sin duda alguna el poeta fue un romántico, que buscó también innovar, así lo manifiesta él mismo: “En mis composiciones no me he contentado con imitar, sino que yo he hecho revolución, los poetas mediocres se parecen a los hombres resignados, que viven contentos y satisfechos con la virtud del buey; el poeta de verdad reta al ruiseñor, cuando lo ve cara a cara para enseñarle un nuevo cantar” ".

## Crítica de su obra
Hasta antes de su muerte no existió realmente un estudio crítico sobre su obra, ya que en concordancia con la época el adulo y la lisonja fueron consustanciales a la mayoría de publicaciones de provincia. Pese a ello, hay acercamientos a la obra del poeta Bustos que resaltan tanto su papel como creador así como su vida social y doméstica, sobre todo en una persona que como él, rompe los moldes tradicionales: soltero empedernido, bohemio, dueño de su capital y de su hidalguía, fue un Quijote moderno en tiempos donde la modernidad y el modernismo hacían su curso. 
El humanista José Rafael Sañudo al recibir la dedicatoria que hace el Poeta Bustos de su Himno a Pasto, anota: “Hace algún tiempo que yo lo tenía como uno de los principales vates nariñenses, y no ha hecho el Himno más que corroborar a mi antiguo juicio. ¡Qué admirables estrofas, llenas de melodía y buen gusto! ¡Cómo hace elogios a mi patria tan grandilocuentes y generosos! ¡No puedo menos que quedar a Ud. Muy agradecido!” 
Su amigo personal y confesor, Monseñor Justino Mejía y Mejía, anota: “Nació romántico y murió romántico. En su vida y en su obra hay una linealidad irrompible. En sus creaciones palpita el mismo estilo, el mismo fuego, la misma sinceridad, la misma devoción por las tradiciones de su raza, el mismo fervor por sus gentes, la misma generosidad por sus amigos, el mismo culto por sus paisajes geográficos y espirituales, las mismas resonancias, el mismo fervor, el misto tedio.”
El periodista Enrique Pantoja Muñoz, también amigo personal del poeta desde la juventud, apunta: “No ha habido ni habrá en Ipiales, un hombre culto que haya rimado versos en todos los estilos literarios y de la métrica castellana como Florentino Bustos, un personaje clave en la cultura local en las fértiles campiñas de la creación poética”
El etnólogo e historiador Sergio Elías Ortiz, hablando de las letras en el sur de Colombia, reconoce: “En las letras distinguían tres poetas: Aníbal Micolta, quien de pronto llegaba a la ciudad desde la hacienda El Cascajal, donde se consumía de tedio y de desesperanza; el mono Álvarez, siempre eufórico, siempre cariñoso, así estuviera diáfano o nublado su espíritu; y Florentino Bustos, excelente amigo, que de pronto también desaparecía del trato humano para entregarse a lo que él llamaba la contemplación ultraterrena”
Su amiga, Carmen Coral de Calad, colega, directora de Nubes Verdes, entre muchas otras publicaciones de Ipiales, dice al respeto “Don Florentino Bustos, hijo ilustre de este terruño ipialeño, ha sido y sigue siendo el poeta más elocuente y más romántico de esta carísima comarca. No se hizo, nació con la vena de poeta. (…) Como poeta poseía cualidades invaluables, consecuente, sincero, caballero en toda la acepción de la palabra. Fue el Poeta, fue el escritor que enalteció las letras de Nariño y especialmente de Ipiales” 
El escritor y gestor cultural Mauricio Chaves-Bustos en los estudios que ha escrito sobre la literatura en el sur de Colombia, reconoce que: “Si bien la mayoría de jóvenes no identifican esta figura, aunque con efusividad se pueden mencionar contadas excepciones, la imagen física y su creación poética si forman parte de la conciencia popular de gran parte de  los obandeños. Es un logro bidimensional: por una parte del mismo artista, es el reconocimiento que sus obras son aceptadas por el pueblo al que fueron dirigidas; y en segundo lugar, un logro de la colectividad cuando su opinión trasciende los criterios de los especialistas. Seguro que el Poeta Bustos, título que le regaló la ciudadanía de Nariño en un reconocimiento a su entrega absoluta a las letras y al arte, aún vive en el corazón de los nariñenses”

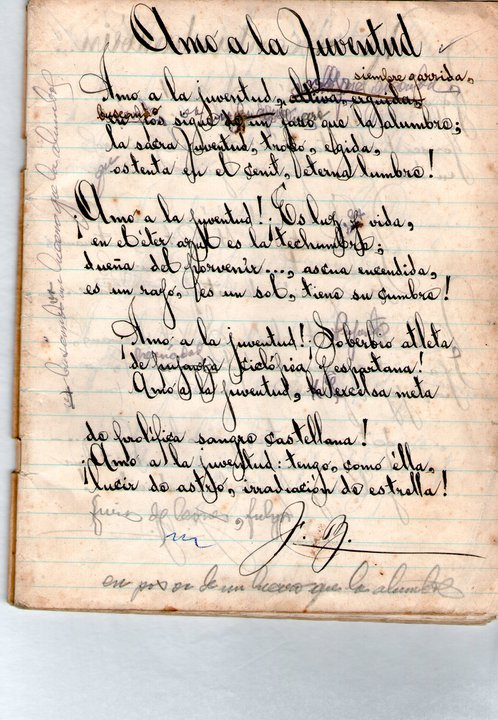
Manuscrito poema Poeta Bustos

## Obras
Sus obras están regadas en cientos de publicaciones que circularon en Colombia, España y Ecuador, principalmente en del departamento de Nariño, espera pronto publicarse la obra completa que dejó el propio poeta de su mano y letra, denominado “Rimas Crepusculares”. Dentro de sus poemas se mencionan:
- Himnos: Al Colegio Nacional Sucre de la ciudad de Ipiales; Himno a Ipiales; Himno a Pasto; Himno a la Virgen de Las Lajas; Himno al Sastre, etc.
- Intima
- El amor es así
- Amo al pueblo también
- Lacayos
- Himno Guerrero
- Personajes: Aníbal Micolta, Jorge Eliecer Gaitán, Guillermo Chaves Chaves, Juan Montalvo, A Girardot, A Bolívar, A Sucre.

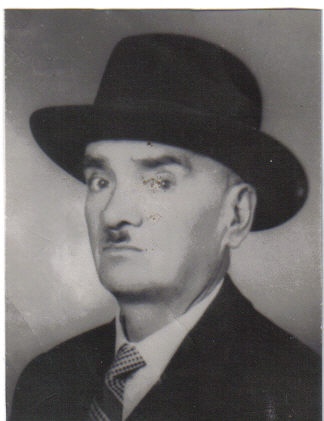
Foto Poeta Bustos